# Fiume Harlem
Il fiume Harlem (in inglese Harlem River) è un canale naturale situato a nord dell'isola di Manhattan separandola dal Bronx. Assieme allo Spuyten Duyvil Creek connette il fiume Hudson con l'East River, che nonostante il nome “River” non è un fiume ma uno stretto.